# کرولند
longitudeکرولندlatitudeکرولند
کرولند (به انگلیسی: Crowland) یک منطقهٔ مسکونی در انگلستان است که در میدلند شرقی واقع شده‌است.

## خصوصیات
کرولند ۳٬۶۰۷ نفر جمعیت دارد.